# Hercule (mini-série)
Pour les articles homonymes, voir Hercule (homonymie).
Hercule (Hercules) est une mini-série américaine en 178 minutes réalisée par Roger Young et diffusée en deux parties à partir du 16 mai 2005 sur le réseau NBC. Elle est sortie sous forme de téléfilm en Europe.

## Fiche technique
- Scénariste : Charles Edward Pogue
- Durée : 240 min / 178 min (version DVD)
- Pays :  États-Unis
- Langue : anglais
- Couleur
- Classification : Finlande : K-15 / Australie : MA

## Distribution
- Paul Telfer : Hercule
- Sean Astin : Linos
- John Bach : Créon
- Robert Clotworthy : narrateur
- Kim Coates : Tirésias
- Jamie Croft : Hercule jeune
- Timothy Dalton : Amphitryon
- Luke Ford : Iphiclès
- Tyler Mane : Antée
- Leelee Sobieski : Déjanire
- Elizabeth Perkins : Alcmène
- Kristian Schmid : roi Eurysthée
- William Snow : roi Thésée
- Trent Sullivan : Hyllos
- Rose Tapper : Mégara à 4 ans
- Rachael Taylor : femme / lion de Némée
- Robert Taylor : Chiron
- Anita Torrance : Antiope
- Leeanna Walsman : Mégara
- Madeleine West : Hippolyte

## Commentaires
- Mise en scène du héros Héraclès, autre nom d'Hercule, et de ses travaux.